# Heinrich von Salis-Samaden
Heinrich Emmerich Freiherr von Salis-Samaden (Mährisch-Weisskirchen, 21. rujna 1875. – Aigen bei Salzburg, 13. ožujka 1955.) je bio austrougarski pukovnik i vojni zapovjednik. Tijekom Prvog svjetskog rata obnašao je dužnost načelnika stožera IV. korpusa, te 4., 3. armije i 2. sočanske armije na Istočnom i Talijanskom bojištu.

## Obitelj
Heinrich von Salis-Samaden je rođen 21. rujna 1875. u Mährisch-Weisskirchenu. Sin je Rudolfa von Salis-Samadena, inače potpukovnika u 18 landverskoj bojnoj, i Miroslave von Salis-Samaden rođ. Günther. U kolovozu 1912. sklopio je brak s Emilie Kummer von Falkenfeld, inače kćeri austrougarskog generala Heinricha Kummera von Falkenfelda.

## Prvi svjetski rat
Tijekom Prvog svjetskog rata s činom potpukovnika od svibnja 1915. obnaša dužnost načelnika stožera IV. korpusa kojim je zapovijedao Albert Schmidt von Georgenegg. Navedenu dužnost obnaša međutim, kratko do sredine lipnja 1915. U listopadu 1916. imenovan je načelnikom stožera 4. armije zamijenivši na tom mjestu Otta von Berndta. Navedena armija kojom je zapovijedao Karl Kirchbach nalazila se na Istočnom bojištu te je držala dio bojišta u Voliniji. Kada je u ožujku 1917. Kirchbach imenovan zapovjednikom 3. armije Salis-Samaden postaje načelnikom stožera te armije. Dužnost načelnika stožera 3. armije obnaša do kolovoza te iste godine kada je premješten na Talijansko bojište kako bi preuzeo dužnost načelnika stožera novoformirane 2. sočanske armije. S navedenom armijom, kojom je zapovijedao Johann von Henriquez, sudjeluje u Kobaridskoj ofenzivi. Dužnost načelnika stožera 2. sočanske armije obnaša do siječnja 1918. kada je armija spajanjem s 1. sočanskom armijom i formiranjem nove Sočanske armije prestala postojati.
Heinrich von Salis-Samaden preminuo je 13. ožujka 1955. u 80. godini života u Aigen bei Salzburgu.

## Vanjske poveznice
(njem.) Heinrich von Salis-Samaden na stranici Axishistory.com

(eng.)
Heinrich von Salis-Samaden na stranici Armedconflicts.com